# Jarl Stigell
Jarl Olof René Stigell, född 26 april 1900 i Paris, död 9 juli 1992 i Åbo, var en finländsk ingenjör. Han var son till skulptören Robert Stigell och Helena Sofia Sahlberg samt gift (1923) med arkitekten Anna-Lisa Stigell.
Stigell blev student 1918 och diplomingenjör 1922. Han var assistent vid Ab Centrallaboratorium 1923–1926, teknisk ledare vid Ab Lahden Lasitehdas 1926–1928, vid Ab Sulfitmurning 1928—1942, vid Grönberg & Co 1942–1945 och vid P.C. Rettig & Co i Åbo 1946–1965.